# Telescópio

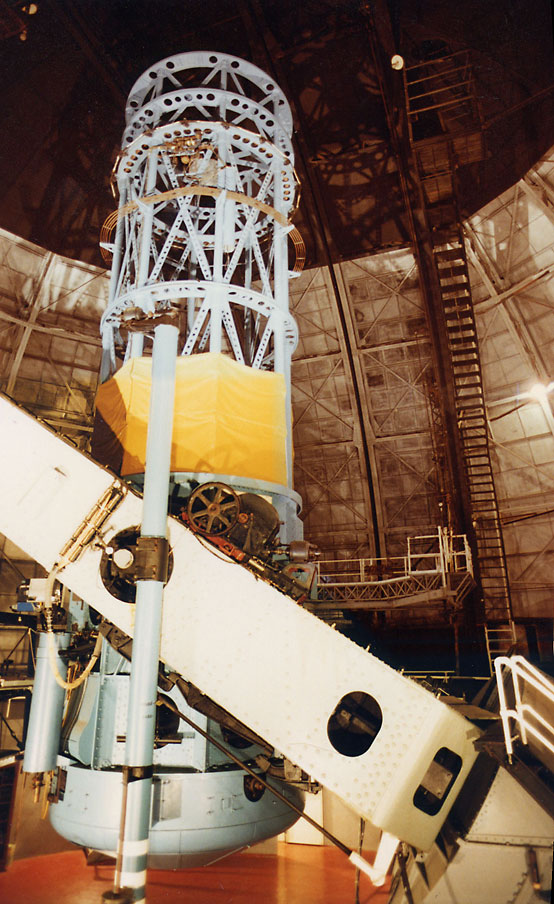
O telescópio refletor Hooker de 100 polegadas (2,54 m) no Observatório Mount Wilson, perto de Los Angeles, EUA, usado por Edwin Hubble para medir o desvio para o vermelho das galáxias e descobrir a expansão geral do universo.

Um telescópio é um dispositivo usado para observar objetos distantes por meio de sua emissão, absorção ou reflexão de radiação eletromagnética. Originalmente, era um instrumento óptico que usava lentes, espelhos curvos ou uma combinação de ambos para observar objetos distantes - um telescópio óptico. Hoje em dia, a palavra "telescópio" é definida como uma ampla gama de instrumentos capazes de detectar diferentes regiões do espectro eletromagnético e, em alguns casos, outros tipos de detectores.
Os primeiros telescópios práticos conhecidos eram telescópios refratores com lentes de vidro e foram inventados nos Países Baixos no início do século XVII. Eles foram usados tanto para aplicações terrestres quanto para astronomia.
O telescópio refletor, que usa espelhos para coletar e focar a luz, foi inventado dentro de algumas décadas após o primeiro telescópio refrator.
No século XX, muitos novos tipos de telescópios foram inventados, incluindo os radiotelescópios na década de 1930 e os telescópios infravermelhos na década de 1960.

## Etimologia
A palavra telescópio foi cunhada em 1611 pelo matemático grego Giovanni Demisiani para um dos instrumentos de Galileo Galilei apresentados em um banquete na Accademia dei Lincei. No Mensageiro Sideral, Galileu usou o termo latino perspicillum. A raiz da palavra é do Grego Antigo τῆλε, romanizado tele 'longe' e σκοπεῖν, skopein 'olhar ou ver'; τηλεσκόπος, teleskopos 'ver ao longe'.

## História

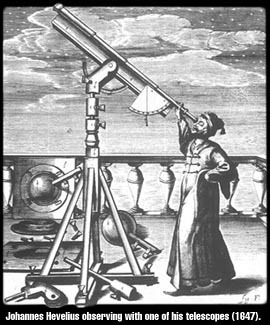
Telescópio do século XVII

O registro mais antigo existente de um telescópio é uma patente de 1608 submetida ao governo dos Países Baixos pelo fabricante de óculos de Middelburg, Hans Lipperhey, para um telescópio refrator. O inventor real é desconhecido, mas a notícia se espalhou pela Europa. Galileu ouviu falar disso e, em 1609, construiu sua própria versão e fez suas observações telescópicas de objetos celestes.
A ideia de que o objetivo, ou elemento de captação de luz, poderia ser um espelho em vez de uma lente estava sendo investigada logo após a invenção do telescópio refrator. As potenciais vantagens de usar espelhos parabólicos—redução da aberração esférica e ausência de aberração cromática—levaram a muitos designs propostos e várias tentativas de construir telescópios refletores. Em 1668, Isaac Newton construiu o primeiro telescópio refletor prático, de um design que agora leva seu nome, o refletor newtoniano.
A invenção da lente acromática em 1733 corrigiu parcialmente as aberrações cromáticas presentes na lente simples e permitiu a construção de telescópios refratores mais curtos e funcionais.[carece de fontes?] Os telescópios refletores, embora não limitados pelos problemas de cor vistos nos refratores, eram prejudicados pelo uso de espelhos de metal espéculo que se oxidavam rapidamente durante o século XVIII e início do século XIX—um problema atenuado pela introdução de espelhos de vidro revestidos de prata em 1857 e espelhos aluminizados em 1932. O limite de tamanho físico máximo para telescópios refratores é de cerca de 1
 metro (39 polegadas), ditando que a vasta maioria dos grandes telescópios ópticos de pesquisa construídos desde o início do século XX tenham sido refletores. Os maiores telescópios refletores atualmente têm objetivos maiores que 10
 metros (33 pés), e trabalhos estão em andamento em vários designs de 30-40m.

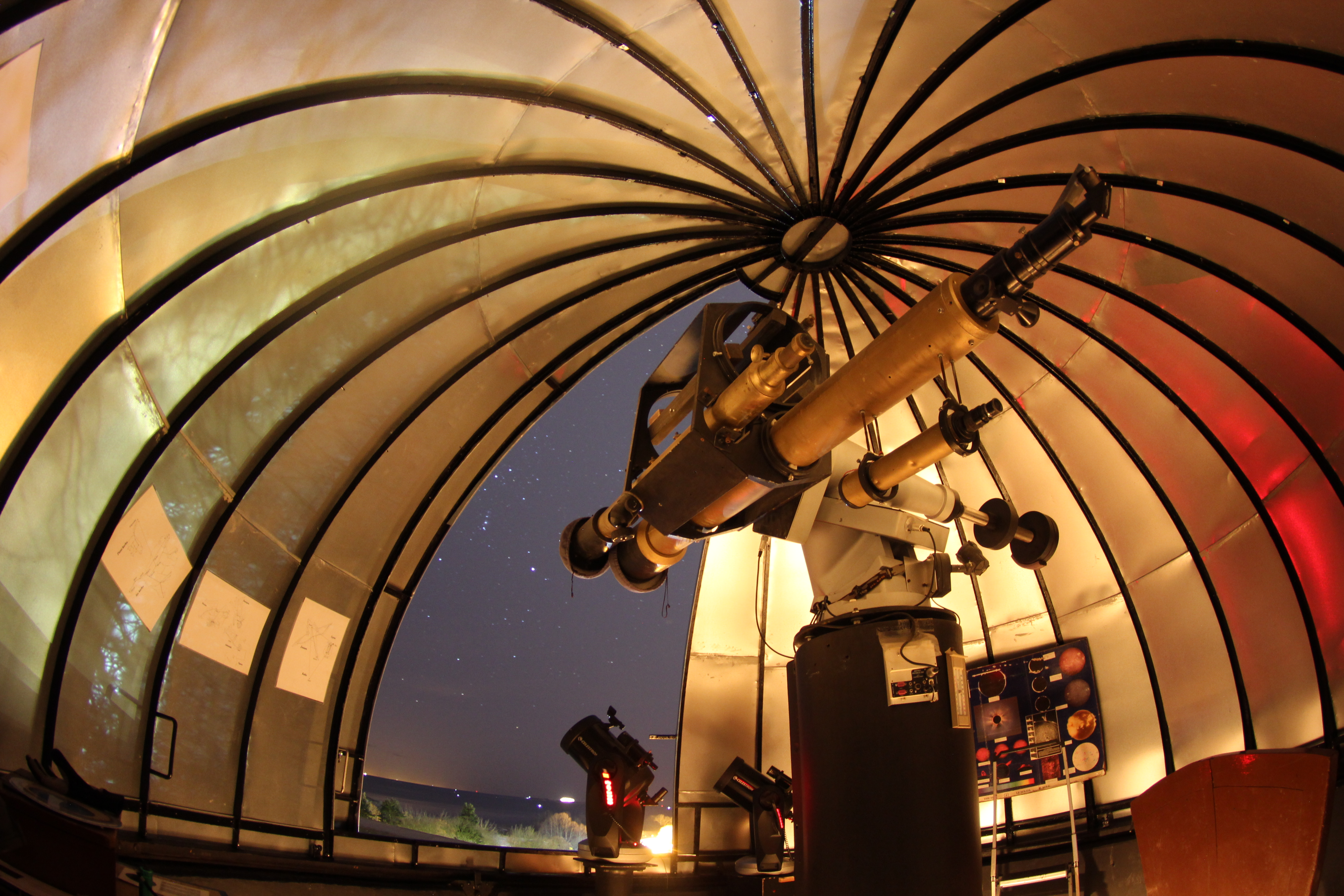
Dois telescópios refratores (135 mm e 90 mm) junto com equipamentos mais modernos no Observatório Ursa em Helsinque, Finlândia

O século XX também viu o desenvolvimento de telescópios que funcionam em uma ampla gama de comprimentos de onda, desde o rádio até os raios gama. O primeiro radiotelescópio construído especificamente entrou em operação em 1937. Desde então, uma grande variedade de instrumentos astronômicos complexos foi desenvolvida.

## No espaço
Como a atmosfera é opaca para a maior parte do espectro eletromagnético, apenas algumas faixas podem ser observadas da superfície da Terra. Essas faixas são visíveis – próximo ao infravermelho e uma parte do espectro de ondas de rádio. Por essa razão, não existem telescópios terrestres de raios X ou infravermelhos distantes, pois esses precisam ser observados em órbita. Mesmo que um comprimento de onda seja observável do solo, ainda pode ser vantajoso colocar um telescópio em um satélite devido a questões como nuvens, seeing astronômico e poluição luminosa.
As desvantagens de lançar um telescópio espacial incluem custo, tamanho, capacidade de manutenção e atualizações.
Alguns exemplos de telescópios espaciais da NASA são o Telescópio Espacial Hubble, que detecta luz visível, ultravioleta e comprimentos de onda próximos ao infravermelho, o Telescópio Espacial Spitzer, que detecta radiação infravermelha, e o Telescópio Espacial Kepler, que descobriu milhares de exoplanetas. O telescópio mais recente que foi lançado foi o Telescópio Espacial James Webb, em 25 de dezembro de 2021, em Kourou, Guiana Francesa. O telescópio Webb detecta luz infravermelha.

## Por espectro eletromagnético

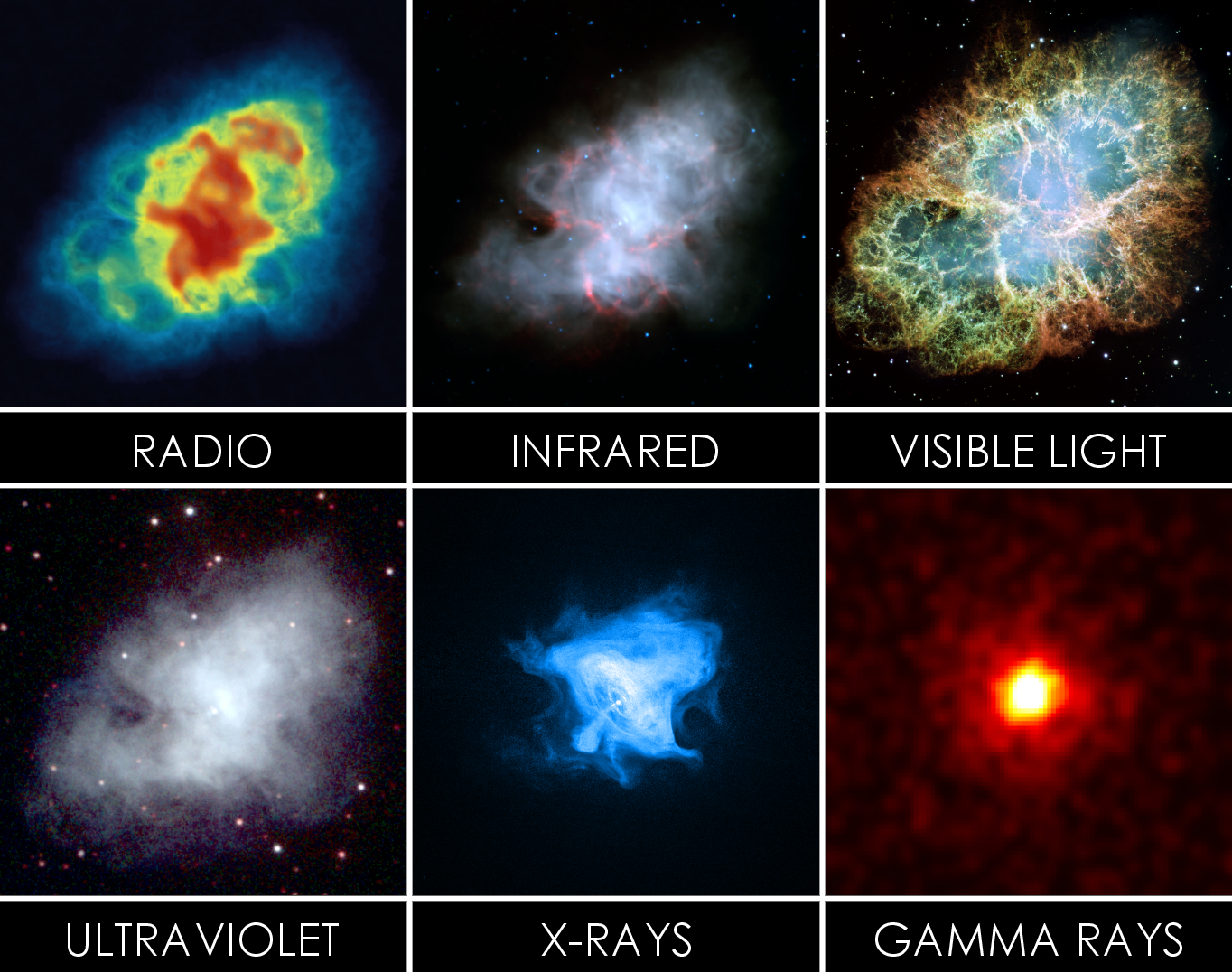
Seis vistas da Nebulosa do Caranguejo em diferentes comprimentos de onda de luz

O nome "telescópio" abrange uma ampla gama de instrumentos. A maioria detecta radiação eletromagnética, mas existem grandes diferenças em como os astrônomos devem coletar a luz (radiação eletromagnética) em diferentes faixas de frequência.
À medida que os comprimentos de onda se tornam mais longos, torna-se mais fácil usar a tecnologia de antenas para interagir com a radiação eletromagnética (embora seja possível fazer antenas muito pequenas). O infravermelho próximo pode ser coletado de maneira semelhante à luz visível; no entanto, no infravermelho distante e na faixa submilimétrica, os telescópios podem operar mais como um radiotelescópio. Por exemplo, o Telescópio James Clerk Maxwell observa comprimentos de onda de 3 μm (0,003 mm) a 2000 μm (2 mm), mas usa uma antena parabólica de alumínio. Por outro lado, o Telescópio Espacial Spitzer, observando de cerca de 3 μm (0,003 mm) a 180 μm (0,18 mm), usa um espelho (ótica refletora). Também usando ótica refletora, o Telescópio Espacial Hubble com a Wide Field Camera 3 pode observar na faixa de frequência de cerca de 0,2 μm (0,0002 mm) a 1,7 μm (0,0017 mm) (de luz ultravioleta a infravermelha).
Com fótons de comprimentos de onda mais curtos e frequências mais altas, são usadas óticas de incidência oblíqua, em vez de óticas totalmente refletoras. Telescópios como TRACE e SOHO usam espelhos especiais para refletir extremo ultravioleta, produzindo imagens de resolução mais alta e mais brilhantes do que seria possível de outra forma. Uma abertura maior não significa apenas que mais luz é coletada, mas também permite uma resolução angular mais fina.
Os telescópios também podem ser classificados por localização: telescópio terrestre, telescópio espacial. Eles também podem ser classificados por serem operados por astrônomos profissionais ou amadores. Um veículo ou campus permanente contendo um ou mais telescópios ou outros instrumentos é chamado de observatório.

### Rádio e submilimétrico

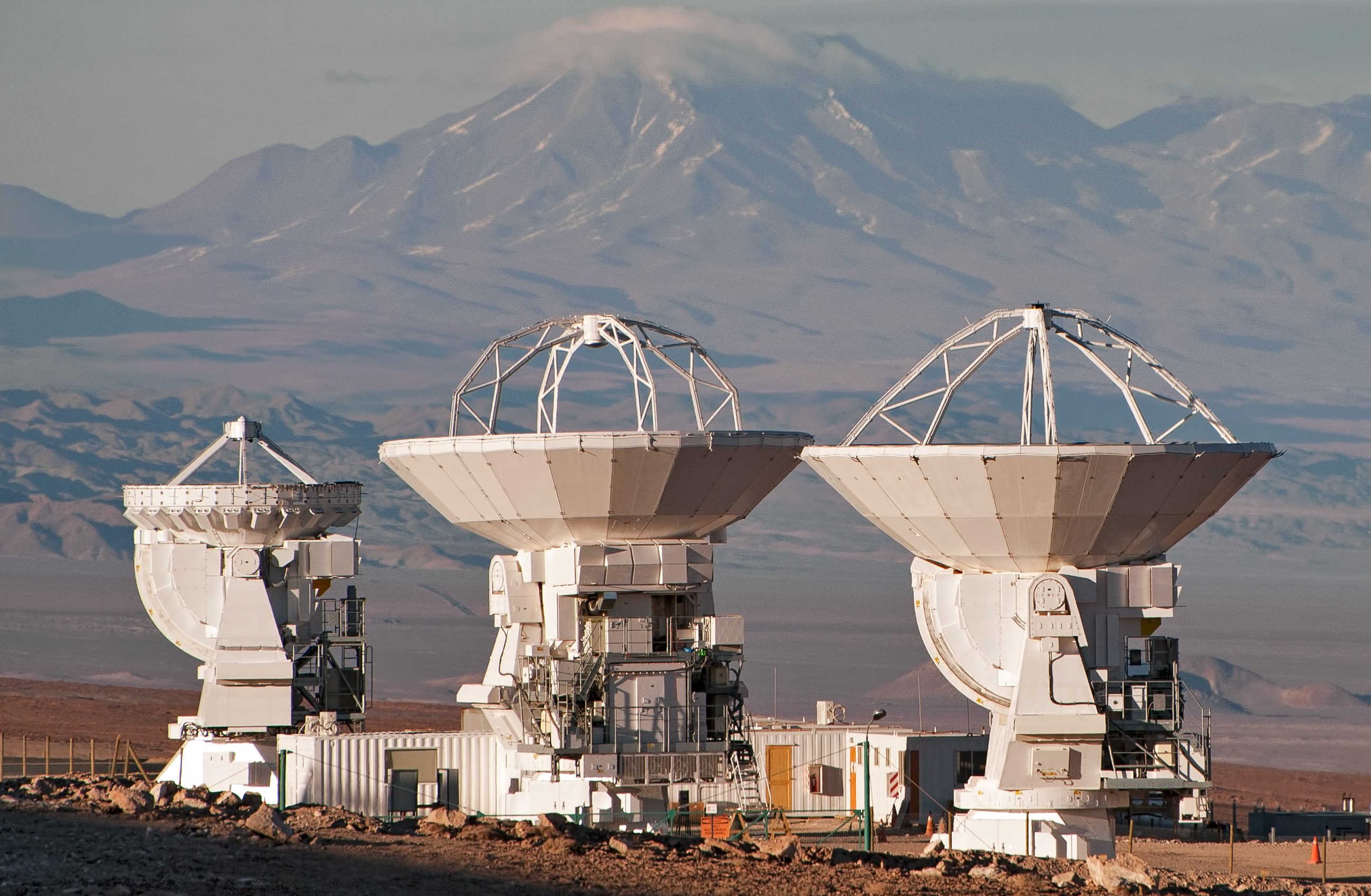
Três radiotelescópios pertencentes ao Atacama Large Millimeter Array

Os radiotelescópios são antenas direcionais que normalmente empregam um grande disco para coletar ondas de rádio. Os discos às vezes são construídos com uma malha de arame condutor cujas aberturas são menores do que o comprimento de onda observado.
Ao contrário de um telescópio óptico, que produz uma imagem ampliada da porção do céu observada, um disco de radiotelescópio tradicional contém um único receptor e registra um sinal variável no tempo característico da região observada; este sinal pode ser amostrado em várias frequências. Em alguns projetos mais recentes de radiotelescópios, um único disco contém uma matriz de vários receptores; isso é conhecido como matriz de plano focal.
Ao coletar e correlacionar sinais recebidos simultaneamente por vários discos, imagens de alta resolução podem ser computadas. Essas matrizes de múltiplos discos são conhecidas como interferômetro astronômico e a técnica é chamada de síntese de abertura. As 'aberturas virtuais' dessas matrizes são semelhantes em tamanho à distância entre os telescópios. A partir de 2005, o tamanho recorde da matriz é muitas vezes o diâmetro da Terra - usando telescópios VLBI baseados no espaço, como o satélite japonês HALCA (Highly Advanced Laboratory for Communications and Astronomy) VSOP (VLBI Space Observatory Program).
A síntese de abertura agora também está sendo aplicada a telescópios ópticos usando interferômetros ópticos (matrizes de telescópios ópticos) e interferometria de mascaramento de abertura em telescópios refletores únicos.
Os radiotelescópios também são usados para coletar radiação de micro-ondas, que tem a vantagem de poder passar pela atmosfera e pelas nuvens de gás e poeira interestelar.
Alguns radiotelescópios, como o Allen Telescope Array, são usados por programas como SETI e o Observatório de Arecibo para buscar vida extraterrestre.

### Luz visível

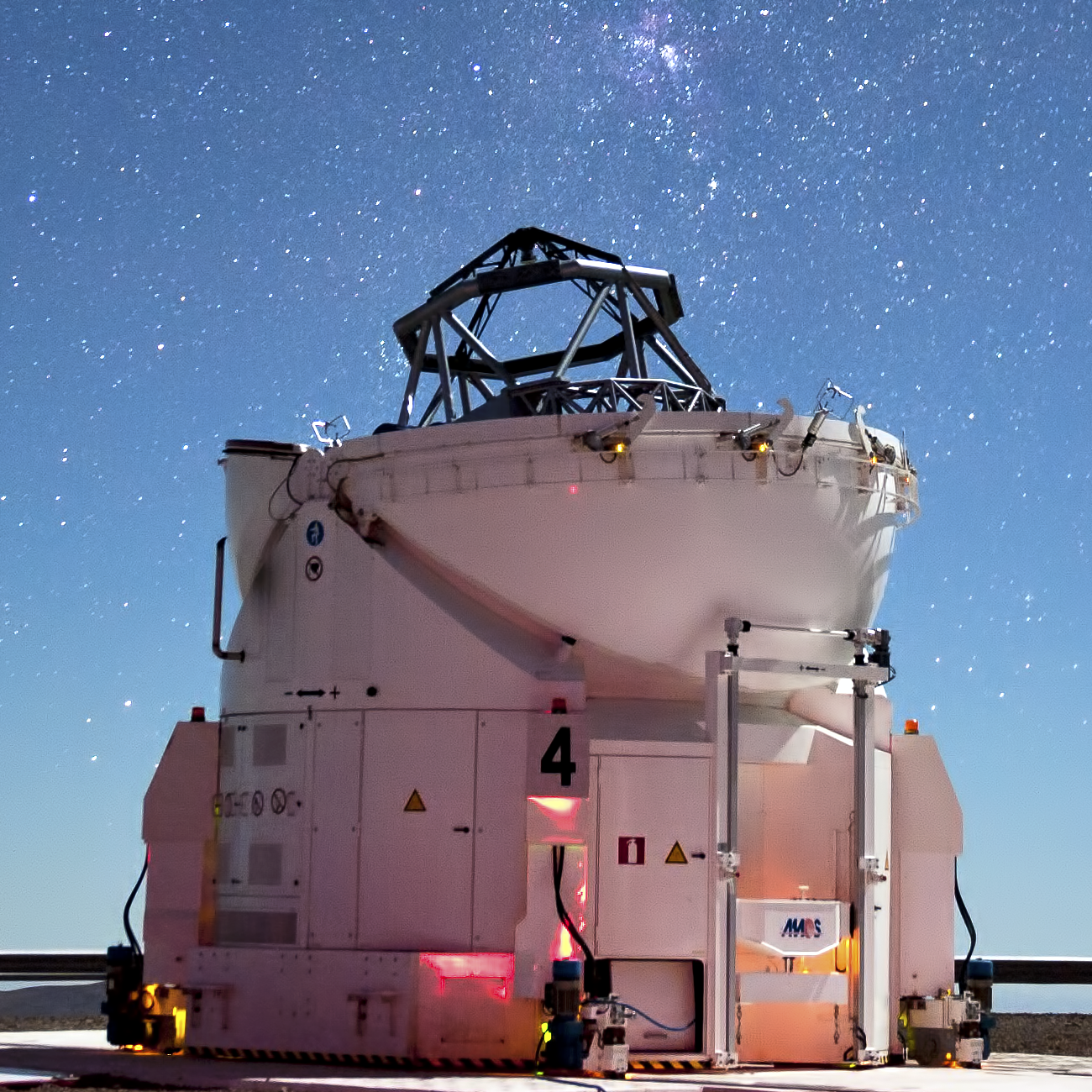
Um dos quatro telescópios auxiliares pertencentes à matriz Very Large Telescope

Um telescópio óptico coleta e foca luz principalmente da parte visível do espectro eletromagnético. Os telescópios ópticos aumentam o tamanho angular aparente de objetos distantes, bem como seu brilho aparente. Para que a imagem seja observada, fotografada, estudada e enviada para um computador, os telescópios funcionam empregando um ou mais elementos ópticos curvos, geralmente feitos de lentes de vidro e/ou espelhos, para coletar luz e outras radiações eletromagnéticas para levar essa luz ou radiação a um ponto focal. Telescópios ópticos são usados para astronomia e em muitos instrumentos não astronômicos, incluindo: teodolitos (incluindo trânsitos), luneta terrestre, monóculos, binóculos, lentes de câmera e lunetas. Existem três tipos ópticos principais:
O telescópio refrator que usa lentes para formar uma imagem. O telescópio refletor que usa um arranjo de espelhos para formar uma imagem. O telescópio catadióptrico que usa espelhos combinados com lentes para formar uma imagem. Um imager de Fresnel é um design ultraleve proposto para um telescópio espacial que usa uma lente de Fresnel para focar a luz.
Além desses tipos ópticos básicos, existem muitos subtipos de design óptico variado classificados pela tarefa que desempenham, como astrográfos, cometa-seekers e telescópios solares.

### Raios X

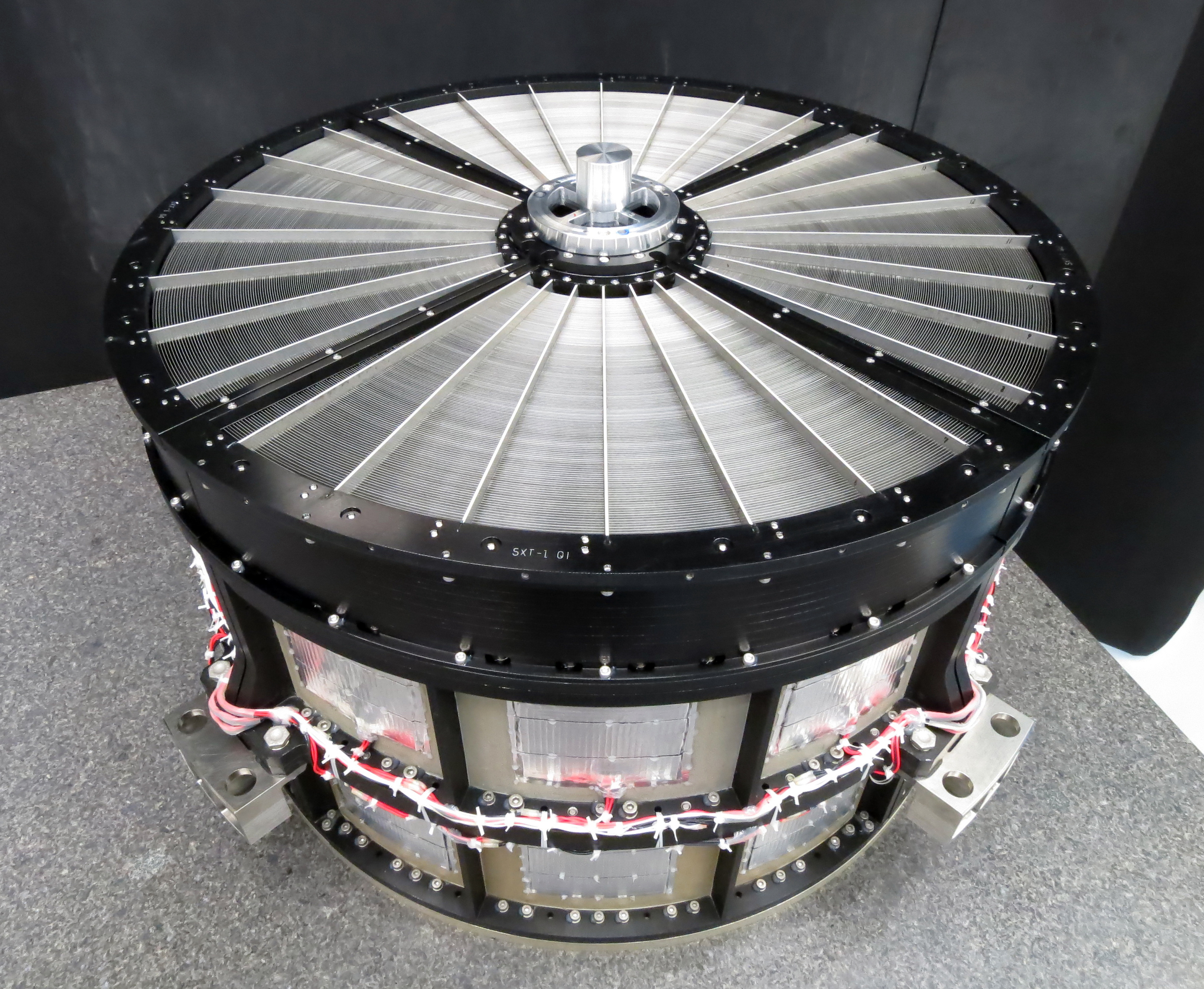
Espelho de focagem de raios X do telescópio Hitomi, composto por mais de duzentas conchas de alumínio concêntricas

Os raios X são muito mais difíceis de coletar e focar do que a radiação eletromagnética de comprimentos de onda mais longos. Telescópios de raios X podem usar ótica de raios X, como telescópios Wolter compostos por espelhos em forma de anel de 'incidência oblíqua' feitos de metais pesados que são capazes de refletir os raios apenas alguns graus. Os espelhos são geralmente uma seção de uma parábola rotacionada e uma hipérbole ou elipse. Em 1952, Hans Wolter delineou 3 maneiras de um telescópio ser construído usando apenas esse tipo de espelho. Exemplos de observatórios espaciais usando esse tipo de telescópio são o Einstein Observatory, ROSAT, e o Observatório de Raios X Chandra. Em 2012, o telescópio de raios X NuSTAR foi lançado, utilizando ótica de design telescópio Wolter no final de um longo mastro desdobrável para permitir energias de fótons de 79 keV.

### Raios gama

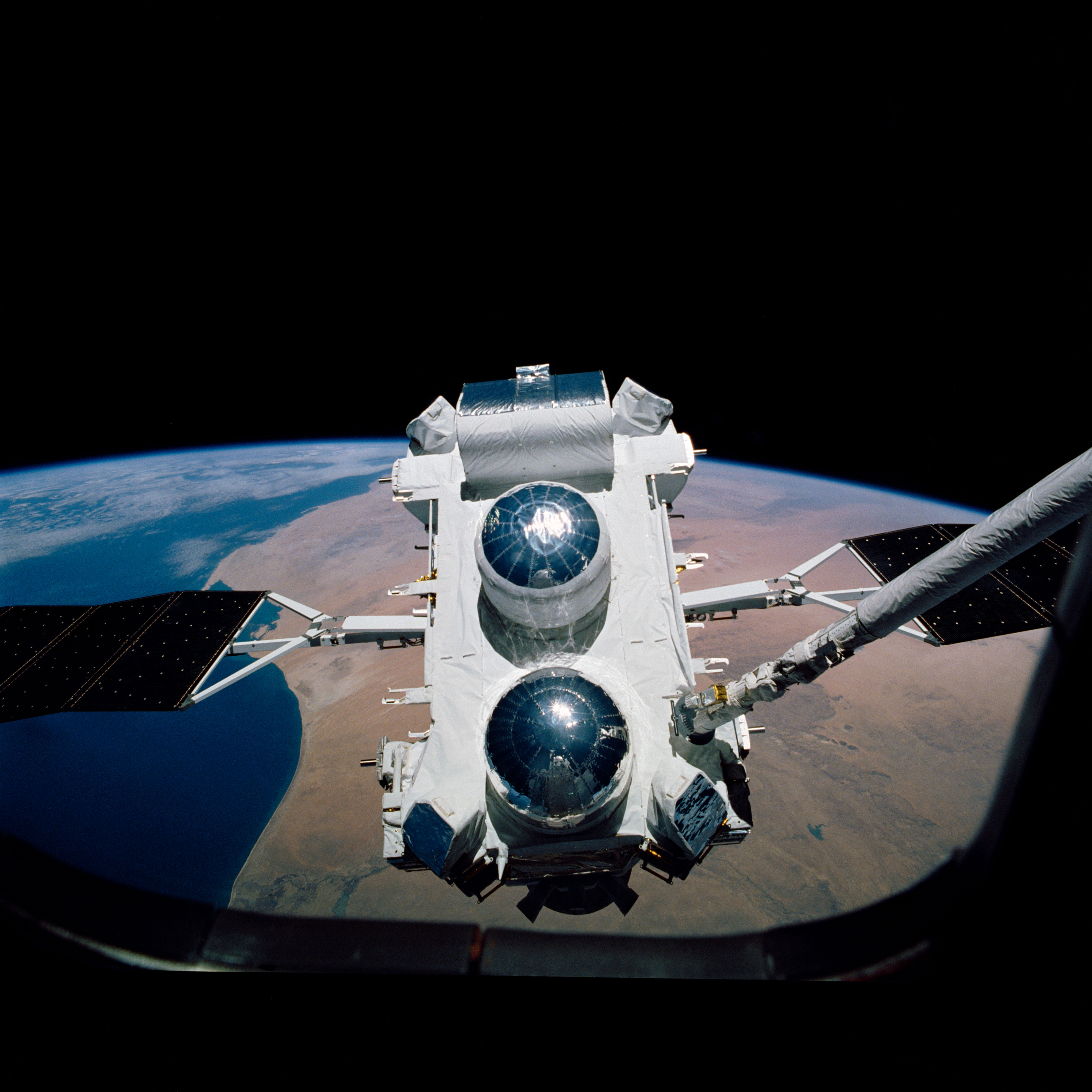
O Compton Gamma Ray Observatory lançado em órbita pelo Ônibus Espacial em 1991

Telescópios de raios X e raios gama de energia mais alta se abstêm de focar completamente e usam máscaras de códigos de abertura: os padrões da sombra criada pela máscara podem ser reconstruídos para formar uma imagem.
Telescópios de raios X e raios gama geralmente são instalados em balões de grande altitude ou satélites em órbita terrestre, pois a atmosfera da Terra é opaca para esta parte do espectro eletromagnético. Um exemplo desse tipo de telescópio é o Fermi Gamma-ray Space Telescope, lançado em junho de 2008.
A detecção de raios gama de energia muito alta, com comprimentos de onda mais curtos e frequências mais altas do que os raios gama regulares, requer uma especialização adicional. Essas detecções podem ser feitas com telescópios de imagem Cherenkov atmosférica (IACTs) ou com detectores de Cherenkov de água (WCDs). Exemplos de IACTs são H.E.S.S. e VERITAS com o próximo telescópio de raios gama de próxima geração- CTA, atualmente em construção. HAWC e LHAASO são exemplos de detectores de raios gama baseados nos Detectores de Cherenkov de Água.